# Кесаєв Астан Миколайович
Астан Миколайович Кесаєв (ос. Къесати Къалай фурт Астан; 11 вересня 1914, Дігора — 16 січня 1977, Севастополь) — радянський офіцер, Герой Радянського Союзу, в роки радянсько-німецької війни командир підводного човна «М-117» 8-го дивізіону підводних човнів Чорноморського флоту, капітан-лейтенант.

## Біографія
Народився 11 вересня 1914 року в селі Дігорі (з 1964 року і нині — місто Республіки Північна Осетія — Аланія) в сім'ї службовця. Осетин. Закінчив 7 класів, робітфак в Москві.
У Військово-морському флоті з 1933 року. У 1937 році закінчив Військово-морське училище імені М. В. Фрунзе, в 1940 році — Вищі спеціальні курси командного складу Червонопрапорного навчального загону підводного плавання імені С. М. Кірова. Член ВКП(б) з 1939 року.
Проходив військову службу на Чорноморському флоті:
- З вересня 1937 року по грудень 1939 року — командир штурманської бойової частини (БЧ-1) підводного човна «А-3»;
- З жовтня 1940 року по лютий 1941 року — помічник командира підводного човна «Щ-206»;
- З лютого 1941 року — командир підводного човна «М-117».

До початку радянсько-німецької війни «М-117» перебувала в складі окремого дивізіону підводних човнів у місті Миколаєві на добудові, була переведена в Севастополь, а потім у Очамчірі (Абхазія). У листопаді 1941 року підводний човен «М-117» включений до складу 8-го дивізіону підводних човнів Чорноморського флоту. Під командуванням капітана-лейтенанта Кесаєва А. М. підводний човен ніс дозорну службу, висаджував розвідувальні групи, здійснювала пошук і атакував ворожі кораблі на комунікаціях противника, зриваючи його перевезення військових вантажів між Кримом і західними чорноморськими портами, а також евакуацію відступаючих з Кримського узбережжя радянських військ.
У бойових походах Астан Кесаєв проявляв виняткові відвагу і мужність. Не раз його підводний човен піддавалася бомбардуванням і атакам фашистських літаків, але завдяки вмілому маневруванню і морським хитрощам командира екіпажу човна завжди вдавалося втекти з-під ударів ворога. За 11 місяців 1943 року «М-117» здійснив сім бойових походів, потопив п'ять ворожих транспортів і дві самохідні баржі загальною водотоннажністю 20 200 тонн.
За період війни А. М. Кесаєв здійснив чотирнадцять бойових походів, провів десять торпедних атак, потопивши шість транспортів і три десантні баржі противника.
Указом Президії Верховної Ради СРСР від 31 травня 1944 року за вміле командування підводним човном, зразкове виконання бойових завдань командування і проявлені при цьому геройство і мужність капітану-лейтенанту Кесаєву Астану Миколайовичу присвоєно звання Героя Радянського Союзу з врученням ордена Леніна і медалі «Золота Зірка» (№ 3810). У липні 1944 року підводний човен «М-117» нагороджений орденом Червоного Прапора.
Після відвоювання Криму, з лютого 1945 року А. М. Кесаєв на посаді командира Охорони рейдів у Сочі, він же старший морський начальник міста Сочі. На цій посаді він і зустрів День Перемоги.
З березня 1946 року по грудень 1947 року — командир Охорони рейдів в Піцунді, він же старший морський начальник міста Піцунди, з грудня 1947 по грудень 1949 року — старший офіцер розпорядчо-стройового відділення Відділу пристрою служби, з грудня 1949 року по грудень 1950 року — заступник начальника організаційно-планового відділу мінно-торпедного управління Чорноморського флоту.
У 1953 році А. М. Кесаєв, якому 15 липня 1952 року було присвоєно військове звання капітана 1-го рангу, закінчив Військово-морську академію імені К. Є. Ворошилова.

Могила Астана Кесаєва

З листопада 1953 по грудень 1958 року — начальник кафедри 2-го Вищого військово-морського училища підводного плавання, а потім по червень 1970 року — начальник кафедри Севастопольського вищого військово-морського інженерного училища. З червня 1970 року у відставці. Жив у Севастополі. Помер 16 січня 1977 року. Похований на кладовищі Комунарів в Севастополі.

## Нагороди
Нагороджений орденом Леніна (31 травня 1944), трьома орденами Червоного Прапора (26 травня 1943, 24 березня 1944, 5 листопада 1954), орденами Вітчизняної війни 1-го ступеня (7 грудня 1943), Червоної Зірки (20 червня 1949), медаллю «За бойові заслуги»(3 листопада 1944), іншими медалями.

## Пам'ять
Ім'ям Героя названі вулиці в містах Дігорі та Орджонікідзе (нині Владикавказ), риболовно-морозильний траулер і школа, в якій він вчився. У Севастополі, в якому А. М. Кесаєв воював і служив після війни, є вулиця, названа його ім'ям.

Пам'ятник в Балаклаві

Мармурова дошка з іменем Астана Кесаєва встановлена на пам'ятнику «Відвазі, мужності і стійкості підводників Чорноморського флоту» в Балаклаві.